# Campaign II
Campaign II est un jeu vidéo de type wargame conçu par Jonathan Griffiths et publié par Empire Interactive en  1993 sur Amiga et IBM PC. Le jeu fait suite à Campaign, publié en 1992. Contrairement à ce dernier, qui retrace des batailles de la Seconde Guerre mondiale, le jeu se déroule dans le contexte de la guerre froide et simule des affrontements lors de conflits comme la guerre de Corée, la guerre du Viet Nam ou la guerre du Golfe. Comme son prédécesseur, le jeu se déroule à différentes échelles. Il propose d’abord une carte stratégique sur laquelle le joueur déplace et fait combattre des groupes d’unités, incluant de l’infanterie, des chars d’assaut, de l’artillerie et des avions. Lorsqu’un groupe entre en contact avec un groupe adverse, le joueur peut en prendre le contrôle et le jeu bascule sur une carte tactique plus détaillée, où le joueur commande ses véhicules individuellement. A tout moment, il peut de plus prendre le contrôle total d’un véhicule. Il peut ainsi piloter directement le véhicule dans un environnement en trois dimensions. Pendant ce temps, les autres unités du groupe continuent de se déplacer et le joueur peut attaquer une cible avec eux.

## Accueil
| Campaign II              |      |       |
| Média                    | Pays | Notes |
| Amiga Action             | GB   | 90 %  |
| Amiga Format             | GB   | 79 %  |
| Amiga Power              | GB   | 551 % |
| Amiga User International | GB   | 70 %  |
| CU Amiga                 | GB   | 81 %  |
| Joystick                 | FR   | 75 %. |
| The One Amiga            | GB   | 80 %  |